# Kamienny krzyż w Lubiechowie

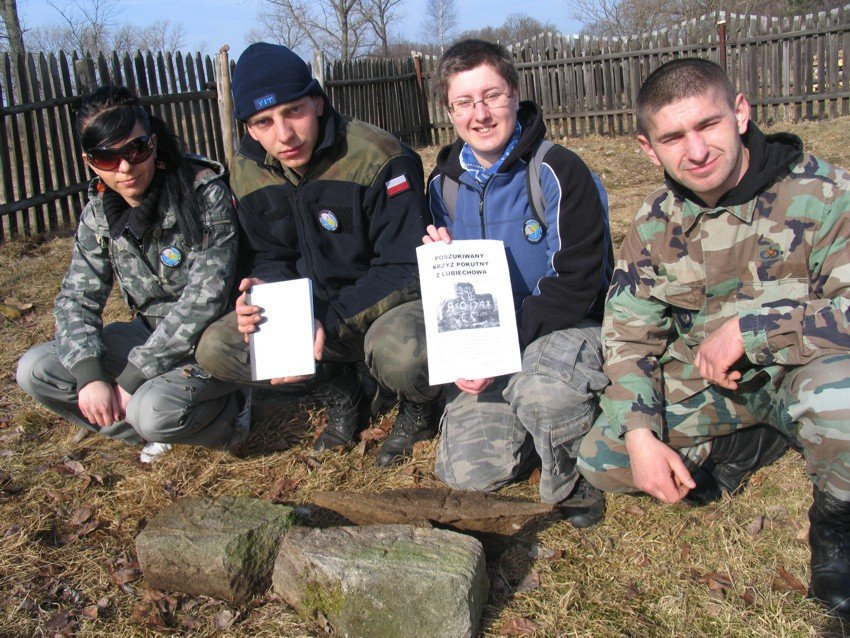
Krzyż z Lubiechowa odnaleziony przez Muzeum Ziemi Szprotawskiej w 2011

Krzyż kamienny w Lubiechowie – kamienny krzyż, zlokalizowany w północnej części Lubiechowa (gmina Małomice), przy polnej drodze wylotowej w kierunku Małomic, dokładnie na granicy prywatnej posesji.
Informacja o zabytku wraz ze zdjęciem została zamieszczona w monografii Lubiechowa autorstwa Waltera Kunze (1985). Przedwojenne zdjęcie krzyża ukazywało kamienny artefakt z wyrytymi inskrypcjami: C4O, CB, CS, A=O1742.
W 1977 roku krzyż został potrącony przez samochód ciężarowy, wskutek czego uległ niemal całkowitemu zniszczeniu, a jego pozostałości do 2011 były uznawane za zaginione. Ponownie odnaleziony przez ekipę Muzeum Ziemi Szprotawskiej pod kierownictwem Macieja Boryny. Niekompletne fragmenty zabytku zalegały wciśnięte na powierzchni darni wokół pierwotnej lokalizacji, na terenie prywatnej posesji. 
Inskrypcje na krzyżu wykazują, że był to krzyż graniczny stojący na granicy dawnych powiatów szprotawskiego i bolesławieckiego. Oznacza to, że krzyż pierwotnie nie pochodzi z Lubiechowa, lecz z rubieży granicznej położonej kilka kilometrów na południe od wsi. Prawdopodobnie przewieziony do tej miejscowości na początku XX wieku wraz z powstaniem poligonu wojskowego w Świętoszowie. Pojawiające się informacje, że jest to średniowieczny krzyż pokutny użyty wtórnie w 1742 r. jako znak graniczny, pozostają w sferze hipotez.
Odnalezione fragmenty górnej części krzyża są obecnie przechowywane w Muzeum Ziemi Szprotawskiej, a jego stopka nadal w Lubiechowie.